# Dimerodontium mendozense
Dimerodontium mendozense är en bladmossart som beskrevs av Mitten 1869. Dimerodontium mendozense ingår i släktet Dimerodontium och familjen Fabroniaceae. Inga underarter finns listade i Catalogue of Life.